# Bergsviscachor
Bergsviscachor (Lagidium) är ett släkte i familjen harmöss med tre till fyra arter.

## Kännetecken
Dessa djur påminner i sitt yttre om kaniner med lång svans. De når en kroppslängd mellan 30 och 45 centimeter och sedan tillkommer svansen som är 20 till 40 centimeter lång. Lagidium peruanum är med en vikt mellan 0,9 och 1,6 kilogram den minsta arten i släktet, de andra arterna väger upp till 3 kilogram. Pälsen är tät och mjuk med undantag av svansens ovansida, där den är grov. Färgen på ryggen varierar beroende på levnadsområde mellan mörkgrå och chokladbrun, ofta finns en svart strimma längs ryggen. Undersidan är täckt av gulvit till ljusgrå päls. Svansens spets har en rödbrun till svart färg. De långa öronen bär hår och öronens kanter är vita. Hos alla fyra fötter finns fyra tår. Framtändernas tandemalj innehåller inga pigment. Hos honor förekommer ett par spenar.

## Utbredning och habitat
Som alla harmöss lever släktets arter i Sydamerika. Utbredningsområdet sträcker sig från södra Ecuador och centrala Peru över västra Bolivia till södra Chile och sydvästra Argentina. Habitatet utgörs av torra och klippiga bergsregioner med gles fördelat vegetation upp till 5 000 meter över havet.

## Levnadssätt
Dessa gnagare är huvudsakligen aktiva på dagen samt bor i naturliga grottor och bergssprickor. Deras förmåga att gräva är mindre bra utvecklade och de skapar sällan bon under jorden. De rör sig snabba och skickliga men vistas aldrig mycket mer än 70 meter från gömstället. De är som växtätare opportunistiska och har även lavar, mossa och gräs som föda. Ibland iakttas de när de solbadar eller vårdar pälsen. Bergsviscachor vistas nära vatten.
Individerna lever i familjegrupper som består av två till fem individer. Ibland samlas flera grupper till större förband med upp till hundra individer. I dessa fall har varje familj ett eget favoritställe. De håller ingen vinterdvala.

## Fortplantning
Parningstiden är beroende på utbredningsområde. I Peru ligger den mellan oktober och december och i Patagonien i maj och juni. Efter dräktigheten som varar i 120 till 140 dagar föder honan en enda unge. Ungen har redan hår, öppna ögonen och kan redan på första dagen äta fast föda. Efter ungefär åtta veckor sluter honan att ge di och efter cirka ett år är ungarna könsmogna. I naturen är livslängden bara upp till tre år men i fångenskap blev vissa individer 19 år gamla.

## Hot
Dessa djur jagas för pälsens och köttets skull. I vissa regioner minskade population tydlig men i andra (exempelvis i norra Chile) är de ganska talrika. IUCN listar två arter som livskraftiga och Lagidium wolffsohni samt Lagidium ahuacaense med kunskapsbrist.

## Systematik
Arterna är trots släktets svenska namn närmare släkt med chinchillor som likaså lever i bergstrakter än med arten viscacha som förekommer i låglänta gräsmarker. Därför listas chinchillor och bergsviscachor ofta i en gemensam underfamilj, Chinchillinae.
- Peruansk bergsviscacha (Lagidium peruanum), lever från mellersta och södra Peru till norra Chile, är den minsta arten. Populationen betraktas av några zoologer som synonym till Lagidium viscacia.[2]
- Lagidium viscacia, finns i södra Peru, sydvästra Bolivia, norra till mellersta Chile och västra Argentina.
- Lagidium wolffsohni, förekommer i Patagonien, södra Chile och sydvästra Argentina.
- Lagidium ahuacaense, upptäcktets 2005 av den tyske zoologen F. A. Werner vid Cerro El Ahuaca i provinsen Loja i Ecuador och beskrevs 2009 på vetenskaplig sätt, hittills hittades bara ett fåtal individer och arten är troligen akut hotad.